# Garrett Park
Garrett Park és una població dels Estats Units a l'estat de Maryland. Segons el cens del 2000 tenia 917 habitants.

## Demografia
Segons el cens del 2000, Garrett Park tenia 917 habitants, 347 habitatges, i 266 famílies. La densitat de població era de 1.311,3 habitants/km².
Dels 347 habitatges en un 35,4% hi vivien nens de menys de 18 anys, en un 68% hi vivien parelles casades, en un 6,9% dones solteres, i en un 23,3% no eren unitats familiars. En el 18,2% dels habitatges hi vivien persones soles el 8,9% de les quals corresponia a persones de 65 anys o més que vivien soles. El nombre mitjà de persones vivint en cada habitatge era de 2,64 i el nombre mitjà de persones que vivien en cada família era de 3,02.
Per edats la població es repartia de la següent manera: un 25,4% tenia menys de 18 anys, un 3,1% entre 18 i 24, un 21,6% entre 25 i 44, un 31,7% de 45 a 60 i un 18,2% 65 anys o més.
L'edat mediana era de 45 anys. Per cada 100 dones de 18 o més anys hi havia 85,9 homes.
La renda mediana per habitatge era de 106.883 $ i la renda mediana per família de 126.662 $. Els homes tenien una renda mediana de 96.588 $ mentre que les dones 66.563 $. La renda per capita de la població era de 50.305 $. Cap de les famílies i el 0,8% de la població estaven per davall del llindar de pobresa.

## Poblacions més properes
El següent diagrama mostra les poblacions més properes.